# ロシアサッカー・プレミアリーグ
ロシア・プレミアリーグ（ロシア語: Российская премьер-лига; РПЛ, ラテン文字転記：Rossijskaja Futbolnaja Premier-Liga, 英語: Russian Premier League）、もしくはロシアン・プレミアリーガ（Russian Premier Liga）は、ロシアサッカー連合（RFU）が主催している、ロシアにおけるプロサッカーの最上位リーグである。

## 概要
リーグ戦は16チームによるホーム・アンド・アウェーの、2回総当り方式で争われている。下位2チームは翌シーズンにファースト・リーグ（2部相当）の上位2チームと自動昇降格し、13位・14位チームは2部リーグ4・3位チームと入れ替え戦を行う。
リーグ戦はヨーロッパで一般的な秋→春制ではなく、春→秋の暦年制で争われていたが、2012年から他の欧州諸国と同様に秋→春制へと移行した。また、天然芝が育ちにくい地域もあるため、人工芝を使用したスタジアムを本拠地としているクラブも存在する。

### 地理的条件
FCゼニト・サンクトペテルブルクが優勝した2007年シーズンでも、2位から7位までをモスクワないしモスクワ州のクラブが占め、プレミアリーグでのモスクワ勢優位を裏付けている。一方、2006年シーズンにFCルチ・エネルギア・ウラジオストクが13年ぶりにプレミアリーグ（当時はヴィシャヤリーガ）へ復帰し、極東連邦管区地域で唯一のプレミア所属となった。ウラジオストクはモスクワ時間（GMT+3）よりも7時間早いウラジオストク時間（GMT+10）の地域にあり、ロシアプレミアリーグは世界一時差の大きなトップリーグとなっており、1部リーグでは東西8時間の時差がある。

## 歴史
かつてはソビエト連邦リーグといい、15の連邦構成共和国の強豪チームが名を連ね、FCスパルタク・モスクワ、FCディナモ・モスクワ、PFC CSKAモスクワの首都・モスクワ勢のチームや、FCディナモ・キーウ（ウクライナ）といったチームがヨーロッパのカップ戦などにも進出し、ナショナルチームとともに東欧諸国の雄といわれた。しかしソ連が1991年に崩壊すると、それぞれの構成共和国のサッカーリーグも独立するようになり、ロシアにも国内サッカーリーグが誕生するようになる。2001年までは国内の最上位リーグを「トップリーグ」や「トップディヴィジョン」と称していたが、2002年に現在の「プレミアリーグ」に名称を変更した。
ロシアリーグ以後はスパルタク・モスクワが最初の10シーズンで9回の優勝を果たすなど圧倒的な強さを見せ、その後もFCスパルタク・モスクワ、PFC CSKAモスクワ、FCロコモティフ・モスクワが三つ巴でタイトルを争うなど例年モスクワ勢が上位を独占してきた。しかし2000年代に入ってから国内の好景気を背景として各クラブに大手企業の資本が投入されるようになると有力資本の参入を受けた地方クラブの勃興が目立ち始め、2007年シーズンはサンクトペテルブルク唯一のプレミアリーグクラブ、FCゼニト・サンクトペテルブルクが初優勝、2008・2009年シーズンはタタールスタン共和国のカザンに本拠地を置くFCルビン・カザンが優勝するなど勢力図は変りつつある。ブラジルや西ヨーロッパからの有名選手の獲得も増え、2004-05シーズンのUEFAカップにおいて、PFC CSKAモスクワがロシア勢として初めてヨーロッパのカップ戦に優勝、2007-08シーズンのUEFAカップではFCゼニト・サンクトペテルブルクが再び欧州カップ制覇を果たすなどしている。
2010年9月13日、ロシアサッカー連盟は、3月から11月まで開催されているリーグのシステムを変更し、2012年以降のリーグ期間を、欧州各国で実施されている8月から5月までとする「秋春制」を導入すると発表した。2011年は春に開幕を迎え、秋まで継続して行なわれる。そしてそのままリーグは続き、12年春に閉幕することとなる。以降は、2012年8月上旬に開幕し、12月から2013年2月まで3か月間のウィンターブレイクを挟み、5月下旬にシーズンを終えるという。このため、2011-12年度のシーズンは、11月まで16チーム2回総当りで予選リーグを開催し、その後次年度の出場チーム順位を決定するための「決勝リーグ」をまず2011年11月に2試合のみを行い、ウィンターブレークを挟んで2012年3-5月に残りの12試合を行う。1-8位のチームが「優勝決定プレーオフ」、9-16位が「残留・降格決定プレーオフ」としてそれぞれに8チームが出場して行う。これは、スコットランドのスコティッシュ・プレミアリーグとほぼ同じ仕組みである。

## 所属クラブ
2020-21シーズン
| クラブ名                                     | ホームタウン         | ホームスタジアム                                   | 収容人数 |
| -------------------------------------------- | -------------------- | -------------------------------------------------- | -------- |
| FCアフマト・グロズヌイ                       | グロズヌイ           | アフマド・アレーナ                                 | 30,597   |
| FCアルセナル・トゥーラ                       | トゥーラ             | ツェントラーリヌィイ・スタディオーン・アルセナール | 19,241   |
| PFC CSKAモスクワ                             | モスクワ             | VEBアレーナ                                        | 30,457   |
| FCディナモ・モスクワ                         | モスクワ             | VTBアレーナ                                        | 26,319   |
| FCヒムキ                                     | ヒムキ               | アレナ・ヒムキ                                     | 18.636   |
| FCクラスノダール                             | クラスノダール       | スタディオンFKクラスノダール                       | 35,074   |
| FCロコモティフ・モスクワ                     | モスクワ             | ロコモティフ・スタジアム                           | 27,320   |
| FCロストフ                                   | ロストフ・ナ・ドヌ   | ロストフ・アリーナ                                 | 45,000   |
| FCロートル・ヴォルゴグラード                 | ヴォルゴグラード     | ヴォルゴグラード・アリーナ                         | 45,568   |
| FCルビン・カザン                             | カザン               | カザン・アリーナ                                   | 45,379   |
| PFCソチ                                      | ソチ                 | フィシュト・オリンピックスタジアム                 | 47,659   |
| FCスパルタク・モスクワ                       | モスクワ             | オトクリティ・アリーナ                             | 45,360   |
| FKタンボフ                                   | タンボフ             | モルドヴィア・アリーナ                             | 43,958   |
| FCウファ                                     | ウファ               | ネフチャニク                                       | 15,234   |
| FCウラール・スヴェルドロフスク・オーブラスチ | エカテリンブルク     | セントラル・スタジアム                             | 35,061   |
| FCゼニト・サンクトペテルブルク               | サンクトペテルブルク | ガスプロム・アリーナ                               | 67,800   |

## 歴代優勝クラブ
- 1991年までは「ソビエト連邦サッカーリーグ」である。リーグの名称は、1992年から1997年までが「ヴィシャヤリーガ」（ロシア語でトップリーグ）で、1998年から2001年までが「ヴィシーディヴィジョン」（ロシア語でトップディヴィジョン）であった。

| シーズン | 優勝                                   | 2位                                    | 3位                            |
| -------- | -------------------------------------- | -------------------------------------- | ------------------------------ |
| 1992     | FCスパルタク・モスクワ                 | FCスパルタク・ウラジカフカス           | FCディナモ・モスクワ           |
| 1993     | FCスパルタク・モスクワ                 | FCロートル・ヴォルゴグラード           | FCディナモ・モスクワ           |
| 1994     | FCスパルタク・モスクワ                 | FCディナモ・モスクワ                   | FCロコモティフ・モスクワ       |
| 1995     | FCスパルタク・アラニア・ウラジカフカス | FCロコモティフ・モスクワ               | FCスパルタク・モスクワ         |
| 1996     | FCスパルタク・モスクワ                 | FCスパルタク・アラニア・ウラジカフカス | FCロートル・ヴォルゴグラード   |
| 1997     | FCスパルタク・モスクワ                 | FCロートル・ヴォルゴグラード           | FCディナモ・モスクワ           |
| 1998     | FCスパルタク・モスクワ                 | PFC CSKAモスクワ                       | FCロコモティフ・モスクワ       |
| 1999     | FCスパルタク・モスクワ                 | FCロコモティフ・モスクワ               | PFC CSKAモスクワ               |
| 2000     | FCスパルタク・モスクワ                 | FCロコモティフ・モスクワ               | FCトルペド・モスクワ           |
| 2001     | FCスパルタク・モスクワ                 | FCロコモティフ・モスクワ               | FCゼニト・サンクトペテルブルク |
| 2002     | FCロコモティフ・モスクワ               | PFC CSKAモスクワ                       | FCスパルタク・モスクワ         |
| 2003     | PFC CSKAモスクワ                       | FCゼニト・サンクトペテルブルク         | FCルビン・カザン               |
| 2004     | FCロコモティフ・モスクワ               | PFC CSKAモスクワ                       | クリリヤ・ソヴェトフ・サマーラ |
| 2005     | PFC CSKAモスクワ                       | FCスパルタク・モスクワ                 | FCロコモティフ・モスクワ       |
| 2006     | PFC CSKAモスクワ                       | FCスパルタク・モスクワ                 | FCロコモティフ・モスクワ       |
| 2007     | FCゼニト・サンクトペテルブルク         | FCスパルタク・モスクワ                 | PFC CSKAモスクワ               |
| 2008     | FCルビン・カザン                       | PFC CSKAモスクワ                       | FCディナモ・モスクワ           |
| 2009     | FCルビン・カザン                       | FCスパルタク・モスクワ                 | FCゼニト・サンクトペテルブルク |
| 2010     | FCゼニト・サンクトペテルブルク         | PFC CSKAモスクワ                       | FCルビン・カザン               |
| 2011-12  | FCゼニト・サンクトペテルブルク         | FCスパルタク・モスクワ                 | PFC CSKAモスクワ               |
| 2012-13  | PFC CSKAモスクワ                       | FCゼニト・サンクトペテルブルク         | FCアンジ・マハチカラ           |
| 2013-14  | PFC CSKAモスクワ                       | FCゼニト・サンクトペテルブルク         | FCロコモティフ・モスクワ       |
| 2014-15  | FCゼニト・サンクトペテルブルク         | PFC CSKAモスクワ                       | FCクラスノダール               |
| 2015-16  | PFC CSKAモスクワ                       | FCロストフ                             | FCゼニト・サンクトペテルブルク |
| 2016-17  | FCスパルタク・モスクワ                 | PFC CSKAモスクワ                       | FCゼニト・サンクトペテルブルク |
| 2017-18  | FCロコモティフ・モスクワ               | PFC CSKAモスクワ                       | FCスパルタク・モスクワ         |
| 2018-19  | FCゼニト・サンクトペテルブルク         | FCロコモティフ・モスクワ               | FCクラスノダール               |
| 2019-20  | FCゼニト・サンクトペテルブルク         | FCロコモティフ・モスクワ               | FCクラスノダール               |
| 2020-21  | FCゼニト・サンクトペテルブルク         | FCスパルタク・モスクワ                 | FCロコモティフ・モスクワ       |
| 2021-22  | FCゼニト・サンクトペテルブルク         | PFCソチ                                | FCディナモ・モスクワ           |
| 2022-23  | FCゼニト・サンクトペテルブルク         | PFC CSKAモスクワ                       | FCスパルタク・モスクワ         |
| 2023-24  | FCゼニト・サンクトペテルブルク         | FCクラスノダール                       | FCディナモ・モスクワ           |
| 2024-25  | FCクラスノダール                       | FCゼニト・サンクトペテルブルク         | PFC CSKAモスクワ               |

## クラブ別優勝回数
| クラブ名                       | 優勝 | 準優勝 | 優勝年度                                                                           |
| ------------------------------ | ---- | ------ | ---------------------------------------------------------------------------------- |
| FCスパルタク・モスクワ         | 10   | 6      | 1992, 1993, 1994, 1996, 1997, 1998, 1999, 2000, 2001, 2016-17                      |
| FCゼニト・サンクトペテルブルク | 10   | 4      | 2007, 2010, 2011-12, 2014-15, 2018-19, 2019–20, 2020–21, 2021–22, 2022-23, 2023-24 |
| PFC CSKAモスクワ               | 6    | 9      | 2003, 2005, 2006, 2012-13, 2013-14, 2015-16                                        |
| FCロコモティフ・モスクワ       | 3    | 6      | 2002, 2004, 2017-18                                                                |
| FCルビン・カザン               | 2    | 0      | 2008, 2009                                                                         |
| FCアラニア・ウラジカフカス     | 1    | 2      | 1995                                                                               |
| FCクラスノダール               | 1    | 1      | 2024-25                                                                            |
| FCロートル・ヴォルゴグラード   | 0    | 2      |                                                                                    |
| FCディナモ・モスクワ           | 0    | 1      |                                                                                    |
| FCロストフ                     | 0    | 1      |                                                                                    |
| PFCソチ                        | 0    | 1      |                                                                                    |

## 歴代得点王
| シーズン | 選手名                                    | 所属クラブ                                               | 得点 |
| -------- | ----------------------------------------- | -------------------------------------------------------- | ---- |
| 1992     | ヴェリ・ガスモフ                          | FCディナモ・モスクワ/FCスパルタク・モスクワ              | 16   |
| 1993     | ヴィクトル・パンチェンコ                  | FC KAMAZナーベレジヌイェ・チェルヌイ                     | 21   |
| 1994     | イーゴリ・シムテンコフ                    | FCディナモ・モスクワ                                     | 21   |
| 1995     | オレグ・ヴェレテンニコフ                  | FCロートル・ヴォルゴグラード                             | 25   |
| 1996     | アレクサンドル・マスロフ                  | FCロスツェルマシュ                                       | 23   |
| 1997     | オレグ・ヴェレテンニコフ                  | FCロートル・ヴォルゴグラード                             | 22   |
| 1998     | オレグ・ヴェレテンニコフ                  | FCロートル・ヴォルゴグラード                             | 22   |
| 1999     | ゲオルギ・デメトラーゼ                    | FCアラニア・ウラジカフカス                               | 21   |
| 2000     | ドミトリ・ロスコフ                        | FCロコモティフ・モスクワ                                 | 15   |
| 2001     | ドミトリー・ヴャジミキン                  | FCトルペド・モスクワ                                     | 17   |
| 2002     | ロラン・グセフ ドミートリー・キリチェンコ | PFC CSKAモスクワ                                         | 15   |
| 2003     | ドミトリ・ロスコフ                        | FCロコモティフ・モスクワ                                 | 14   |
| 2004     | アレクサンドル・ケルジャコフ              | FCゼニト・サンクトペテルブルク                           | 18   |
| 2005     | ドミートリー・キリチェンコ                | FCモスクワ                                               | 15   |
| 2006     | ロマン・パヴリュチェンコ                  | FCスパルタク・モスクワ                                   | 18   |
| 2007     | ロマン・パヴリュチェンコ ロマン・アダモフ | FCスパルタク・モスクワ FCモスクワ                        | 14   |
| 2008     | ヴァグネル・ラヴ                          | PFC CSKAモスクワ                                         | 20   |
| 2009     | ウェリトン                                | FCスパルタク・モスクワ                                   | 21   |
| 2010     | ウェリトン                                | FCスパルタク・モスクワ                                   | 19   |
| 2011-12  | ドゥンビア・セイドゥ                      | PFC CSKAモスクワ                                         | 28   |
| 2012-13  | ユーラ・モフシシャン ワンデルソン         | FCクラスノダール/FCスパルタク・モスクワ FCクラスノダール | 13   |
| 2013-14  | ドゥンビア・セイドゥ                      | PFC CSKAモスクワ                                         | 18   |
| 2014-15  | フッキ                                    | FCゼニト・サンクトペテルブルク                           | 15   |
| 2015-16  | フョードル・スモロフ                      | FCクラスノダール                                         | 20   |
| 2016-17  | フョードル・スモロフ                      | FCクラスノダール                                         | 18   |
| 2017-18  | クインシー・プロメス                      | FCスパルタク・モスクワ                                   | 15   |
| 2018-19  | フョードル・チャロフ                      | CSKAモスクワ                                             | 15   |
| 2019-20  | サルダル・アズムン アルテム・ジューバ     | FCゼニト・サンクトペテルブルク                           | 17   |
| 2020-21  | アルテム・ジューバ                        | FCゼニト・サンクトペテルブルク                           | 20   |
| 2021-22  | ガミド・アガラロフ                        | FCウファ                                                 | 19   |
| 2022-23  | マウコム                                  | FCゼニト・サンクトペテルブルク                           | 23   |
| 2023-24  | マテオ・カシエラ                          | FCゼニト・サンクトペテルブルク                           | 21   |
| 2024-25  | マンフレド・ウガルデ                      | FCスパルタク・モスクワ                                   | 17   |

## シーズン別大会名
- Tinkoff Russian Premier Liga（2019-20 ~ 2021-22）[2]
  - ロシアの投資銀行「ティンコフバンク」がスポンサー
- Mir Russian Premier Liga（2022-23 ~ 2025-26）[3]
  - ロシアの決済システム「ミール」がスポンサー